# Hyposoter rufiventris
Hyposoter rufiventris är en stekelart som först beskrevs av Pérez 1895.  Hyposoter rufiventris ingår i släktet Hyposoter och familjen brokparasitsteklar. Inga underarter finns listade i Catalogue of Life.